# Brillant impératrice
Heliodoxa imperatrix
Espèce
Statut de conservation UICN

 LC  : Préoccupation mineure
Statut CITES
Le Brillant impératrice (Heliodoxa imperatrix) est une espèce de colibris de la sous-famille des Lesbiinae et de la tribu des Heliantheini.

## Distribution
Le Brillant impératrice est présent en Équateur et en Colombie.

Carte de répartition de l'espèce